# Landtagswahl in Thüringen 2009
- Linke: 27
- SPD: 18
- Grüne: 6
- FDP: 7
- CDU: 30

- Regierung: 48
- Opposition: 40

Die Landtagswahl in Thüringen 2009 war die fünfte Wahl zum Thüringischen Landtag seit 1990 und fand am 30. August 2009 gemeinsam mit der Landtagswahl im Saarland und in Sachsen statt. Es handelte sich um die letzte Wahl vor der Bundestagswahl am 27. September 2009.
Nach dem amtlichen Endergebnis verlor die CDU von Ministerpräsident Dieter Althaus mehr als elf Prozentpunkte und damit ihre absolute Mehrheit, blieb aber stärkste Partei. Die Linke und SPD gewannen Stimmanteile; neben einer möglichen CDU-SPD-Koalition verfügten auch Linke und SPD zusammen über eine Mehrheit der Landtagsmandate. Grüne und FDP zogen erstmals seit 1990 wieder ins Thüringer Landesparlament ein, während Freie Wähler und NPD mit Ergebnissen um die 4 % daran scheiterten. Die Wahlbeteiligung lag bei 56,2 %.
Aufgrund des Ergebnisses trat Ministerpräsident Althaus am 3. September 2009 zurück. Die CDU bildete daraufhin eine Koalition mit der SPD, Christine Lieberknecht wurde Ministerpräsidentin (Kabinett Lieberknecht).

## Parteien
Folgende Parteien traten zur Landtagswahl in Thüringen 2009 mit einer eigenen Landesliste an:
| Kurzbe- zeichnung      | Vollständige Bezeichnung                    | Bewerber | Wahlkreis- bewerber | Spitzenkandidat                      | Geburtsjahr |
| ---------------------- | ------------------------------------------- | -------- | ------------------- | ------------------------------------ | ----------- |
| CDU                    | Christlich Demokratische Union Deutschlands | 89       | 44                  | Dieter Althaus (Heiligenstadt)       | 1958        |
| DIE LINKE              | Die Linke                                   | 61       | 44                  | Bodo Ramelow (Erfurt)                | 1956        |
| SPD                    | Sozialdemokratische Partei Deutschlands     | 73       | 44                  | Christoph Matschie (Jena)            | 1961        |
| GRÜNE                  | Bündnis 90/Die Grünen                       | 15       | 35                  | Astrid Rothe-Beinlich (Erfurt)       | 1973        |
| REP                    | Die Republikaner                            | 10       | –                   | Heinz-Joachim Schneider (Jena)       | 1939        |
| FDP                    | Freie Demokratische Partei                  | 24       | 41                  | Uwe Barth (Jena)                     | 1964        |
| Freie Wähler Thüringen | Freie Wähler in Thüringen                   | 57       | 19                  | Jürgen Haschke (Jena)                | 1942        |
| NPD                    | Nationaldemokratische Partei Deutschlands   | 16       | 44                  | Frank Schwerdt (Eisenach)            | 1944        |
| ödp                    | Ökologisch-Demokratische Partei             | 14       | 1                   | Karl-Edmund Vogt (Leinefelde-Worbis) | 1944        |

Für die Landtagswahl durften insgesamt 16 Parteien Landeslisten einreichen, da sie im Bundestag oder in einem Landtag seit deren letzter Wahl auf Grund eigener Wahlvorschläge ununterbrochen vertreten oder vom Landeswahlausschuss als Parteien anerkannt worden waren. Von diesen reichten 13 fristgerecht bis zum 25. Juni 2009 eine Landesliste ein. In der öffentlichen Sitzung des Landeswahlausschusses vom 3. Juli wurden schließlich die Listen der neun genannten Parteien mit insgesamt 359 Bewerbern zur Wahl zugelassen. Nicht zugelassen wurden die Kommunistische Partei Deutschlands (KPD), die Familien-Partei Deutschlands (FAMILIE), die Thüringer Volksunion (TVU) sowie die Partei Die Guten aus Jena.
In den 44 Wahlkreisen kandidierten insgesamt 273 Wahlkreiskandidaten, darunter 90 ohne Listenplatz. Neben CDU, Die Linke und SPD stellte nur die NPD in jedem Wahlkreis einen Direktkandidaten. Im Wahlkreis Saale-Orla-Kreis I trat ein Wahlkreisbewerber für die Unabhängige Bürgervertretung – Freie Wählergemeinschaft des Saale-Orla-Kreises (UBV) an.

## Ausgangssituation (Wahl 2004)
Bei der Landtagswahl 2004 hatte die CDU Thüringen trotz Verlusten gegenüber der Landtagswahl 1999 die absolute Mehrheit verteidigt. Es wurde eine CDU-Alleinregierung unter Dieter Althaus gebildet (Kabinett Althaus II). Die PDS war, wie bereits 1999, vor der SPD zur stärksten Oppositionspartei geworden. FDP und Bündnis 90/Die Grünen waren wie 1994 und 1999 an der Fünf-Prozent-Hürde gescheitert.

## Wahlkampf

### Kampagne der Jungen Union gegen Bodo Ramelow
Die Junge Union (JU) Thüringen startete Ende Juli 2009 die Kampagne „Stoppt Ramelow“ gegen den Spitzenkandidaten der Linken, Bodo Ramelow. Unter anderem trat die JU während der Wahlkampfauftritte Ramelows im Rahmen seiner „Sommer-Tour“, die am 1. August begann, mit Transparenten und Flugblättern über angebliche Wahlziele und politische Ansichten Ramelows auf. Ramelow leitete rechtliche Schritte ein, woraufhin das Landgericht Berlin am 5. August weite Teile der Kampagne verbot. So darf die Junge Union fortan nicht mehr verbreiten, Ramelow wolle „alle Gymnasien in Thüringen schließen“ und „die drei alten DDR-Bezirke wieder einführen“ oder habe geäußert, die DDR sei „kein Unrechtsstaat“ gewesen. Der stellvertretende JU-Landesvorsitzende Stefan Gruhner warf Ramelow vor, er versuche „einer Debatte über seine tatsächlichen Ziele für das Land aus dem Weg zu gehen“ und habe „soviel Angst, dass er sich hinter Juristen und Paragraphen verstecken muss“. Ministerpräsident und CDU-Spitzenkandidat Dieter Althaus sagte, er sei in Bezug auf die Kampagne der JU „nicht informiert und nicht einbezogen“ gewesen.
Eine Postkarte, die unter den Slogan „echte Thüringer – falscher Thüringer“ und „keiner von uns – keiner für uns“ das Bild einer Thüringer Rostbratwurst und ein Foto Ramelows (in Anspielung auf dessen westdeutsche Herkunft) gegenüberstellte, hatte die JU Thüringen bereits Ende Juli nach Weisung des CDU-Landesgeschäftsführers Andreas Minschke zurückgezogen.

### Rassistischer Vorfall während des Wahlkampfes
Während des Wahlkampfes wurde das deutsch-angolanische CDU-Mitglied Zeca Schall von der Thüringer NPD beleidigt und bedroht. Der Vorfall erregte bundesweite und internationale Aufmerksamkeit. Bei den Kommunalwahlen in Thüringen 2009 kandidierte Schall für den Kreistag Hildburghausen, ohne ein Mandat zu erringen. Schall arbeitet in der Anfang 2008 gegründeten AG „Integration ausländischer Mitbürger“ der thüringischen CDU mit, ohne diese zu leiten oder für sie zu sprechen. In der Presse wurde er fälschlich als „Integrationsbeauftragter“ der Thüringer CDU bezeichnet.
Die CDU hatte ihn im Landeswahlkampf auf Wahlplakaten abgebildet, unter anderem zusammen mit Ministerpräsident Althaus. In einer Pressemitteilung bezeichnete die NPD Schall als „Quotenneger“ und kündigte an, „das direkte Gespräch suchen“ und ihn „zur Rückreise animieren“ zu wollen. Daraufhin informierte die CDU den Staatsschutz. Die Partei erstattete Strafanzeige und veröffentlichte eine Solidaritätserklärung, fuhr aber gleichwohl mit dem bereits am 10. Mai begonnenen Überkleben der Plakate durch Motive ohne Schalls Bild fort. Dieser Austausch der Plakate stieß auf Kritik bei anderen Parteien.

### Regionalmagazin „Tolles Thüringen“
Eine Woche vor der Landtagswahl wurde das Magazin „Tolles Thüringen“ an alle Haushalte im Land verteilt. Da es vor allem Inhalte und Politiker der CDU enthält (etwa eine Wahlempfehlung für die CDU des PR-Beraters und Althaus-Vertrauten Wolfgang Stock), erhoben die Oppositionsparteien den Vorwurf von verdeckter Wahlwerbung für die CDU. Zwar enthält das Magazin auch Interviews mit dem Spitzenkandidaten der Linken, Bodo Ramelow, oder mit dem Stern-Vizechefredakteur Hans-Ulrich Jörges, jedoch seien diese „unter falschen Vorgaben zustande gekommen“.
Ein weiteres Indiz für die vorgeworfene CDU-Urheberschaft des Magazins findet sich auf Seite 8, wo der Nichtantritt der Familienpartei als Unterstützung der CDU-Politik dargestellt wird. Tatsächlich hatte die Familienpartei aber die angefragte Unterstützung der CDU abgelehnt und eine Wahlempfehlung für die Ökologisch-Demokratische Partei Thüringen (ödp – Familie, Gerechtigkeit, Umwelt) abgegeben.
Da in dem Heft auch Werbung der Lottogesellschaft Thüringens enthalten war, äußerte die SPD den Vorwurf, dass der Chef der Lottogesellschaft, Jörg Schwäblein (CDU), damit möglicherweise gegen die Finanzrichtlinien des Gesetzes über die politischen Parteien verstoßen habe, und erstattete Anzeige. Die CDU bestritt eine Mitarbeit an dem Heft, zeigte sich aber erfreut über die positive Berichterstattung über das Land und die Regierung.

## Umfragen
| Institut                    | Datum           | CDU  | Linke | SPD  | Grüne | FDP  | Rechte bzw. NPD | Sonst. |
| --------------------------- | --------------- | ---- | ----- | ---- | ----- | ---- | --------------- | ------ |
| Institut für Marktforschung | 22. August 2009 | 37 % | 23 %  | 20 % | 5 %   | 9 %  | 3 %             | 3 %    |
| Forschungsgruppe Wahlen     | 21. August 2009 | 35 % | 25 %  | 18 % | 5 %   | 10 % | –               | 7 %    |
| Infratest dimap             | 20. August 2009 | 34 % | 24 %  | 19 % | 6 %   | 8 %  | 4 %             | 5 %    |
| Infratest dimap             | 12. August 2009 | 34 % | 24 %  | 20 % | 6 %   | 9 %  | 3 %             | 4 %    |
| Forsa                       | 29. Juli 2009   | 40 % | 24 %  | 16 % | 6 %   | 6 %  | 3 %             | 5 %    |
| Infratest dimap             | 25. Juni 2009   | 36 % | 24 %  | 18 % | 6 %   | 9 %  | 3 %             | 4 %    |
| Institut für Marktforschung | 25. Mai 2009    | 36 % | 23 %  | 23 % | 5 %   | 8 %  | 3 %             | 2 %    |
| Infratest dimap             | 14. Mai 2009    | 39 % | 25 %  | 20 % | 5 %   | 6 %  | 2 %             | 3 %    |
| Infratest dimap             | 25. März 2009   | 36 % | 25 %  | 20 % | 5 %   | 8 %  | –               | 6 %    |
| GESS                        | 10. März 2009   | 39 % | 25 %  | 18 % | 4 %   | 8 %  | –               | 6 %    |
| Forsa                       | 22. Januar 2009 | 39 % | 28 %  | 16 % | 5 %   | 5 %  | 4 %             | 3 %    |

## Ergebnis

Direktmandate in den Wahlkreisen

| Listen                       | Listen            | Wahlkreisstimmen | Wahlkreisstimmen | Wahlkreisstimmen | Wahlkreisstimmen | Landesstimmen | Landesstimmen | Landesstimmen | Landesstimmen | Mandate | Mandate |
| Listen                       | Listen            | Stimmen          | %                | +/-              | Mandate          | Stimmen       | %             | +/-           | Mandate       | Anzahl  | +/-     |
| ---------------------------- | ----------------- | ---------------- | ---------------- | ---------------- | ---------------- | ------------- | ------------- | ------------- | ------------- | ------- | ------- |
|                              | CDU               | 333.893          | 31,8             | –11,0            | 28               | 329.302       | 31,4          | –11,7         | 2             | 30      | –15     |
|                              | Die Linke         | 290.832          | 27,7             | –1,9             | 14               | 288.915       | 27,5          | +1,3          | 13            | 27      | –1      |
|                              | SPD               | 199.948          | 19,0             | +1,8             | 2                | 195.363       | 18,6          | +4,1          | 16            | 18      | +3      |
|                              | FDP               | 79.936           | 7,6              | +2,4             | –                | 80.600        | 7,7           | +4,0          | 7             | 7       | +7      |
|                              | Grüne             | 57.065           | 5,4              | +1,2             | –                | 64.912        | 6,2           | +1,6          | 6             | 6       | +6      |
|                              | NPD               | 47.447           | 4,5              | +4,4             | –                | 45.451        | 4,3           | +2,8          | –             | –       | –       |
|                              | Freie Wähler      | 37.633           | 3,6              | N/A              | –                | 40.811        | 3,9           | +1,3          | –             | –       | –       |
|                              | REP               | –                | –                | N/A              | –                | 4.488         | 0,4           | –1,5          | –             | –       | –       |
|                              | ödp               | 1.049            | 0,1              | ±0,0             | –                | 4.455         | 0,4           | +0,2          | –             | –       | –       |
|                              | Einzelbewerber    | 2.599            | 0,2              | –0,5             | –                | –             | –             | –             | –             | –       | –       |
| Gesamt                       | Gesamt            | 1.050.402        | 100              |                  | 44               | 1.050.402     | 100           |               | 44            | 88      | –       |
|                              |                   |                  |                  |                  |                  |               |               |               |               |         |         |
| Ungültige Stimmen            | Ungültige Stimmen | 23.249           | 2,2              | –2,9             |                  | 23.249        | 2,2           | –2,3          |               |         |         |
| Wähler                       | Wähler            | 1.073.651        | 56,2             | +2,4             |                  | 1.073.651     | 56,2          | +2,4          |               |         |         |
| Wahlberechtigte              | Wahlberechtigte   | 1.910.074        |                  |                  |                  | 1.910.074     |               |               |               |         |         |
|                              |                   |                  |                  |                  |                  |               |               |               |               |         |         |
| Quelle: Der Landeswahlleiter |                   |                  |                  |                  |                  |               |               |               |               |         |         |

## Detailergebnis

### Direktmandate
| Wahlkreis                                    | Region                                                                  | Direktmandat           | Partei | Ergebnis | Veränderung | 2004  |
| -------------------------------------------- | ----------------------------------------------------------------------- | ---------------------- | ------ | -------- | ----------- | ----- |
| 1 Eichsfeld I                                | Heiligenstadt                                                           | Dieter Althaus         | CDU    | 54,2 %   | −19,9 %     | CDU   |
| 2 Eichsfeld II                               | Leinefelde-Worbis                                                       | Christina Tasch        | CDU    | 45,1 %   | −11,5 %     | CDU   |
| 3 Nordhausen I                               | Nordhausen-Land                                                         | Egon Primas            | CDU    | 29,0 %   | −12,7 %     | CDU   |
| 4 Nordhausen II                              | Stadt Nordhausen                                                        | Klaus Zeh              | CDU    | 32,3 %   | −8,9 %      | CDU   |
| 5 Wartburgkreis I                            | Bad Salzungen                                                           | Manfred Grob           | CDU    | 35,2 %   | −4,7 %      | CDU   |
| 6 Wartburgkreis II – Eisenach                | Eisenach, Gerstungen                                                    | Katja Wolf             | Linke  | 28,4 %   | −1,5 %      | CDU   |
| 7 Wartburgkreis III                          | Treffurt, Ruhla, Bad Liebenstein                                        | Gustav Bergemann       | CDU    | 34,6 %   | −8,7 %      | CDU   |
| 8 Unstrut-Hainich-Kreis I                    | Mühlhausen                                                              | Elke Holzapfel         | CDU    | 31,3 %   | −18,4 %     | CDU   |
| 9 Unstrut-Hainich-Kreis II                   | Bad Langensalza                                                         | Annette Lehmann        | CDU    | 30,0 %   | −11,5 %     | CDU   |
| 10 Kyffhäuserkreis I                         | Sondershausen                                                           | Gerold Wucherpfennig   | CDU    | 35,8 %   | −3,6 %      | CDU   |
| 11 Kyffhäuserkreis II                        | Bad Frankenhausen, Artern                                               | Gudrun Holbe           | CDU    | 36,9 %   | −10,0 %     | CDU   |
| 12 Schmalkalden-Meiningen I                  | Meiningen                                                               | Michael Heym           | CDU    | 34,1 %   | −10,2 %     | CDU   |
| 13 Schmalkalden-Meiningen II                 | Schmalkalden                                                            | Manfred Hellmann       | Linke  | 27,6 %   | −9,4 %      | CDU   |
| 14 Gotha I                                   | Waltershausen, Ohrdruf                                                  | Jürgen Reinholz        | CDU    | 34,5 %   | −15,3 %     | CDU   |
| 15 Gotha II                                  | Stadt Gotha und westlich angrenzende Gemeinden                          | Matthias Hey           | SPD    | 40,6 %   | +24,2 %     | CDU   |
| 16 Sömmerda I – Gotha III                    | Nessetal, Fahner Höhe, Neudietendorf, Gebesee                           | Jörg Kellner           | CDU    | 31,6 %   | −17,3 %     | CDU   |
| 17 Sömmerda II                               | Sömmerda                                                                | Christian Carius       | CDU    | 31,2 %   | −13,9 %     | CDU   |
| 18 Hildburghausen I                          | Hildburghausen                                                          | Tilo Kummer            | Linke  | 35,1 %   | +3,4 %      | CDU   |
| 19 Sonneberg I                               | Sonneberg                                                               | Beate Meißner          | CDU    | 43,2 %   | −1,9 %      | CDU   |
| 20 Hildburghausen II – Sonneberg II          | Schleusingen, Neuhaus am Rennweg                                        | Henry Worm             | CDU    | 35,8 %   | −7,6 %      | CDU   |
| 21 Suhl – Schmalkalden-Meiningen III         | Städte Suhl, Zella-Mehlis und Oberhof                                   | Ina Leukefeld          | Linke  | 39,4 %   | −3,2 %      | Linke |
| 22 Ilm-Kreis I                               | Ilmenau                                                                 | Petra Enders           | Linke  | 40,0 %   | +5,5 %      | CDU   |
| 23 Ilm-Kreis II                              | Arnstadt                                                                | Klaus von der Krone    | CDU    | 29,8 %   | −11,4 %     | CDU   |
| 24 Erfurt I                                  | Erfurt-Nord und nördliche sowie östliche Ortsteile                      | Karola Stange          | Linke  | 30,2 %   | −8,4 %      | Linke |
| 25 Erfurt II                                 | Andreasvorstadt, Ilversgehofen, Brühlervorstadt und westliche Ortsteile | Susanne Hennig         | Linke  | 28,8 %   | −5,1 %      | CDU   |
| 26 Erfurt III                                | Stadtzentrum und südwestliche Ortsteile                                 | Bodo Ramelow           | Linke  | 26,8 %   | −1,6 %      | CDU   |
| 27 Erfurt IV                                 | Erfurt-Südost und südöstliche Ortsteile                                 | André Blechschmidt     | Linke  | 32,9 %   | −4,7 %      | Linke |
| 28 Saalfeld-Rudolstadt I                     | Rudolstadt                                                              | Gerhard Günther        | CDU    | 36,4 %   | −7,6 %      | CDU   |
| 29 Saalfeld-Rudolstadt II                    | Saalfeld                                                                | Maik Kowalleck         | CDU    | 29,3 %   | −12,5 %     | CDU   |
| 30 Weimarer Land I – Saalfeld-Rudolstadt III | Berlstedt, Bad Berka, Blankenhain, Uhlstädt-Kirchhasel, Remda-Teichel   | Mike Mohring           | CDU    | 34,9 %   | −11,0 %     | CDU   |
| 31 Weimarer Land II                          | Apolda                                                                  | Christine Lieberknecht | CDU    | 37,2 %   | −16,1 %     | CDU   |
| 32 Weimar                                    | Stadt Weimar                                                            | Falk Thomas Hartung    | Linke  | 28,4 %   | +1,7 %      | CDU   |
| 33 Saale-Orla-Kreis I                        | Schleiz, Bad Lobenstein                                                 | Siegfried Wetzel       | CDU    | 28,9 %   | −9,1 %      | CDU   |
| 34 Saale-Orla-Kreis II                       | Pößneck, Neustadt an der Orla                                           | Heidrun Sedlacik       | Linke  | 30,1 %   | +0,7 %      | CDU   |
| 35 Saale-Holzland-Kreis I                    | Kahla, Stadtroda, Hermsdorf                                             | Wolfgang Fiedler       | CDU    | 41,4 %   | −7,3 %      | CDU   |
| 36 Saale-Holzland-Kreis II                   | Dornburg-Camburg, Eisenberg                                             | Mario Voigt            | CDU    | 36,9 %   | −6,6 %      | CDU   |
| 37 Jena I                                    | Westlich der Saale mit Innenstadt                                       | Christoph Matschie     | SPD    | 26,9 %   | +5,6 %      | CDU   |
| 38 Jena II                                   | Östlich der Saale mit Lobeda                                            | Gudrun Lukin           | Linke  | 29,1 %   | −0,1 %      | CDU   |
| 39 Greiz I                                   | Zeulenroda-Triebes, Bad Köstritz                                        | Volker Emde            | CDU    | 36,0 %   | −11,8 %     | CDU   |
| 40 Greiz II                                  | Greiz, Ronneburg                                                        | Horst Krauße           | CDU    | 29,9 %   | −13,2 %     | CDU   |
| 41 Gera I                                    | Nördliche Stadtteile                                                    | Margit Jung            | Linke  | 36,2 %   | −2,3 %      | Linke |
| 42 Gera II                                   | Südliche Stadtteile                                                     | Dieter Hausold         | Linke  | 39,6 %   | −1,4 %      | Linke |
| 43 Altenburger Land I                        | Schmölln, Meuselwitz                                                    | Fritz Schröter         | CDU    | 34,0 %   | −6,1 %      | CDU   |
| 44 Altenburger Land II                       | Altenburg                                                               | Christian Gumprecht    | CDU    | 31,3 %   | −11,9 %     | CDU   |

Damit setzte sich in 28 Wahlkreisen der Kandidat der CDU, in 14 der Kandidat der Linken und in zwei Wahlkreisen der SPD-Bewerber durch. Dabei verlor die CDU gegenüber 2004 neun Wahlkreise an die Linke und zwei an die SPD.

### Landesstimmen nach Landkreisen
| Lkr. | WB     | G/V  | CDU    | G/V   | Linke  | G/V  | SPD    | G/V  | FDP   | G/V  | Grüne  | G/V  | NPD   | G/V  | Freie Wähler | G/V  |
| ---- | ------ | ---- | ------ | ----- | ------ | ---- | ------ | ---- | ----- | ---- | ------ | ---- | ----- | ---- | ------------ | ---- |
| ABG  | 51,0 % | +2,2 | 34,2 % | −9,3  | 27,3 % | +0,4 | 19,1 % | +4,0 | 7,8 % | +3,7 | 3,7 %  | +1,2 | 5,1 % | +3,3 | 2,0 %        | +0,6 |
| AP   | 58,4 % | +1,4 | 32,4 % | −13,7 | 24,0 % | +1,1 | 18,3 % | +4,7 | 8,7 % | +4,6 | 6,4 %  | +2,2 | 4,8 % | +3,1 | 4,6 %        | +2,4 |
| EA   | 55,8 % | +4,6 | 26,6 % | −10,7 | 28,6 % | −0,6 | 19,4 % | +2,8 | 7,0 % | +3,9 | 8,4 %  | +1,1 | 5,1 % | +4,3 | 4,2 %        | +2,8 |
| EF   | 58,0 % | +6,2 | 25,3 % | −10,8 | 28,4 % | −2,8 | 19,8 % | +5,3 | 7,5 % | +3,9 | 10,5 % | +2,0 | 3,3 % | +2,4 | 4,4 %        | +3,6 |
| EIC  | 62,7 % | +2,1 | 49,2 % | −17,0 | 14,4 % | +2,0 | 13,1 % | +3,4 | 7,9 % | +4,9 | 4,0 %  | +1,3 | 3,6 % | +1,6 | 5,9 %        | +5,1 |
| G    | 53,0 % | +4,7 | 27,4 % | −8,4  | 36,2 % | +1,3 | 15,7 % | +2,1 | 8,4 % | +4,9 | 5,6 %  | +1,3 | 4,2 % | +2,6 | 1,8 %        | +0,6 |
| GRZ  | 57,1 % | +2,7 | 35,2 % | −12,4 | 25,9 % | +2,4 | 17,7 % | +3,6 | 9,0 % | +5,3 | 4,7 %  | +1,5 | 4,2 % | +2,7 | 2,5 %        | +0,8 |
| GTH  | 56,8 % | +1,0 | 31,0 % | −13,9 | 24,3 % | −1,4 | 22,7 % | +8,6 | 6,8 % | +3,3 | 5,3 %  | +1,5 | 5,2 % | +4,0 | 3,8 %        | +1,8 |
| HBN  | 53,4 % | +2,3 | 31,4 % | −13,4 | 31,3 % | +5,4 | 17,7 % | +1,4 | 7,2 % | +4,1 | 4,4 %  | +1,6 | 4,0 % | +2,4 | 3,0 %        | +0,9 |
| IK   | 58,0 % | +2,2 | 28,6 % | −15,7 | 28,3 % | +1,9 | 17,9 % | +3,5 | 7,0 % | +3,5 | 6,6 %  | +2,1 | 4,8 % | +3,4 | 5,8 %        | +4,1 |
| J    | 59,1 % | +1,2 | 22,5 % | −9,2  | 26,1 % | +0,3 | 22,3 % | +3,1 | 9,2 % | +4,8 | 13,8 % | +1,9 | 2,0 % | +0,7 | 3,3 %        | +1,7 |
| KYF  | 53,5 % | +2,6 | 30,4 % | −13,6 | 31,0 % | +3,8 | 20,2 % | +5,6 | 6,5 % | +3,2 | 4,4 %  | +1,7 | 4,4 % | +1,4 | 2,3 %        | +0,9 |
| NDH  | 54,3 % | +5,8 | 29,3 % | −11,6 | 29,4 % | −0,6 | 21,8 % | +5,7 | 7,7 % | +3,9 | 5,8 %  | +2,0 | 4,0 % | +2,4 | 1,5 %        | +0,6 |
| SHK  | 59,7 % | +1,3 | 33,2 % | −11,3 | 28,2 % | +3,1 | 17,1 % | +2,2 | 8,7 % | +4,6 | 5,1 %  | +1,4 | 3,7 % | +2,2 | 3,1 %        | +1,5 |
| SHL  | 55,0 % | +4,3 | 24,8 % | −8,8  | 38,4 % | +2,7 | 16,0 % | +1,7 | 7,0 % | +3,3 | 5,9 %  | +1,9 | 3,4 % | +1,8 | 3,8 %        | +0,1 |
| SLF  | 55,2 % | +1,4 | 31,0 % | −12,3 | 28,7 % | +2,5 | 18,2 % | +3,2 | 7,3 % | +3,7 | 4,6 %  | +1,4 | 6,1 % | +3,3 | 3,2 %        | +1,5 |
| SM   | 54,2 % | −0,6 | 31,4 % | −6,5  | 28,1 % | +2,0 | 17,9 % | +4,4 | 7,2 % | +3,2 | 5,0 %  | +1,5 | 4,3 % | +3,2 | 5,4 %        | −4,6 |
| SOK  | 57,1 % | +2,5 | 31,8 % | −12,6 | 28,9 % | +2,1 | 18,6 % | +4,0 | 7,9 % | +4,3 | 3,8 %  | +0,9 | 4,4 % | +2,7 | 3,7 %        | +2,0 |
| SÖM  | 56,1 % | +1,4 | 31,8 % | −14,4 | 26,7 % | +0,4 | 16,7 % | +4,1 | 7,8 % | +3,8 | 4,9 %  | +1,5 | 5,3 % | +3,5 | 6,1 %        | +4,7 |
| SON  | 52,4 % | +2,9 | 34,0 % | −9,5  | 34,2 % | +5,4 | 15,2 % | +0,5 | 6,0 % | +2,8 | 3,1 %  | +0,4 | 4,8 % | +3,1 | 1,9 %        | +0,3 |
| UH   | 55,5 % | +2,9 | 32,6 % | −14,4 | 25,4 % | +1,0 | 19,7 % | +4,9 | 8,8 % | +5,3 | 4,5 %  | +1,7 | 3,8 % | +2,2 | 4,6 %        | +2,5 |
| WAK  | 55,1 % | −1,5 | 34,1 % | −6,3  | 25,8 % | +1,9 | 17,9 % | +3,7 | 5,9 % | +2,9 | 4,5 %  | +1,1 | 5,4 % | +4,2 | 5,6 %        | −4,5 |
| WE   | 58,9 % | +3,8 | 25,8 % | −11,9 | 25,1 % | +1,6 | 18,9 % | +3,3 | 7,9 % | +4,2 | 14,8 % | +2,3 | 3,2 % | +2,3 | 3,4 %        | +2,5 |

### Extremwerte
Für die Landesstimmenverteilung.
|    | Ort          | WB   | Ort          | CDU  | Ort           | Linke | Ort              | SPD  | Ort            | FDP  | Ort        | Grüne | Ort          | NPD  | Ort             | FW   |
| -- | ------------ | ---- | ------------ | ---- | ------------- | ----- | ---------------- | ---- | -------------- | ---- | ---------- | ----- | ------------ | ---- | --------------- | ---- |
| 1. | Gerstengrund | 91,8 | Gerstengrund | 95,5 | Günserode     | 47,5  | Kleinbockedra    | 40,0 | Mörsdorf       | 55,6 | Oettern    | 27,5  | Urnshausen   | 21,0 | Wehnde          | 36,8 |
| 2. | Hain         | 91,5 | Schleid      | 77,2 | Mittelsömmern | 45,5  | Zwinge           | 37,3 | Oepfershausen  | 31,7 | Weimar     | 14,8  | Andenhausen  | 19,6 | Großmonra       | 29,4 |
| 3. | Meusebach    | 90,2 | Rockenstuhl  | 76,9 | Blankenstein  | 45,1  | Holzsußra        | 35,5 | Göllnitz       | 31,1 | Jena       | 13,8  | Wildenspring | 18,7 | Riethnordhausen | 27,0 |
| 4. | Quaschwitz   | 84,5 | Rohrberg     | 75,8 | Deesbach      | 45,0  | Rehungen         | 35,0 | Friedrichsthal | 28,7 | Lindewerra | 13,6  | Troistedt    | 17,1 | Brehme          | 22,4 |
| 5. | Glasehausen  | 81,4 | Buttlar      | 74,2 | Hornsömmern   | 44,9  | Reisdorf         | 34,9 | Gertewitz      | 26,5 | Leutenthal | 13,5  | Schmiedefeld | 17,0 | Fambach         | 20,7 |
| 5. | Melpers      | 38,2 | Riethgen     | 17,3 | Buttlar       | 5,5   | Brehme           | 4,8  | Miesitz        | 1,2  |            |       |              |      |                 |      |
| 4. | Haselbach    | 38,2 | Seega        | 16,8 | Rockenstuhl   | 4,3   | Drogen           | 4,5  | Friedersdorf   | 1,0  |            |       |              |      |                 |      |
| 3. | Lehesten     | 37,8 | Bruchstedt   | 16,7 | Rohrberg      | 3,2   | Schleid          | 4,5  | Waltersdorf    | 0,9  |            |       |              |      |                 |      |
| 2. | Lichte       | 37,2 | Mörsdorf     | 14,7 | Schleid       | 3,2   | Brunnhartshausen | 3,6  | Melpers        | 0,0  |            |       |              |      |                 |      |
| 1. | Frankenheim  | 30,4 | Alkersleben  | 10,5 | Gerstengrund  | 0,0   | Gerstengrund     | 0,0  | Nirmsdorf      | 0,0  |            |       |              |      |                 |      |

Die Grünen erhielten insgesamt in 19 Gemeinden (alle unter 500 Einwohner) keine Stimmen. Die NPD erhielt in 13 Gemeinden unter 500 Einwohnern keine Stimmen. Die Freien Wähler erhielten in 24 Gemeinden keine Stimmen. Mit Ausnahme Bendelebens hatten diese Gemeinden weniger als 500 Einwohner.

### Parteien
- Die CDU musste überall hohe Verluste hinnehmen, blieb aber insgesamt stärkste Partei. Ihre Hochburgen befanden sich nach wie vor im Eichsfeld und im südlichen Wartburgkreis und damit in den beiden größeren traditionell katholischen Gegenden Thüringens. Auch in Ostthüringen konnte die CDU auf dem Land relativ gut abschneiden, während sie im Thüringer Wald einige Wahlkreise an die Linkspartei verlor. Traditionell schwächer ist die CDU bei Landtagswahlen in den größeren Städten des Landes, so konnte sie keinen der elf Wahlkreise der kreisfreien Städte gewinnen.
- Die Linke schnitt uneinheitlich ab: In einigen Gegenden gewann sie leicht dazu, in anderen verlor sie leicht. Gewinnen konnte sie vor allem in den ländlichen, bisher CDU-dominierten Gebieten, während sie in den größeren Städten an Zuspruch verlor. Allerdings gelang es der Linken, den Rückstand zur CDU auf nun nur noch drei Sitze im Landtag zu reduzieren. Erstmals konnte sie auch flächendeckend Direktmandate gewinnen, die außerhalb ihrer klassischen Hochburgen, der Plattenbau-Satellitenstädte, lagen.
- Die SPD konnte in den meisten Gegenden Stimmgewinne verzeichnen. Ihre Hochburgen sind neben der Stadt Jena auch die Landkreise Gotha und Nordhausen, ein Trend, der sich auch schon bei den Kommunalwahlen im Juni zeigte. Ihre damals sehr hohen Stimmgewinne in Erfurt konnte sie jedoch bei der Landtagswahl nicht wiederholen. Schwach schnitt die SPD in dieser Wahl wie auch schon in den vorherigen in vielen ländlichen Gemeinden ab. Erstmals seit langer Zeit konnte die SPD auch wieder Direktmandate erringen (in Gotha und in Jena).
- Die FDP konnte ihr Ergebnis gegenüber der letzten Wahl mehr als verdoppeln und profitierte von der Schwäche der CDU. Dabei waren ihre Ergebnisse landesweit relativ einheitlich und variierten weder zwischen den einzelnen Regionen noch zwischen Stadt und Land stark.
- Die Grünen konnten leichte Stimmgewinne verzeichnen und schafften wie die FDP erstmals seit 1990 den Wiedereinzug in den Landtag. Ihre Ergebnisse waren landesweit äußerst unterschiedlich. Während sie in vielen ländlichen Gebieten und kleinen Städten kaum über 3 % der Stimmen kam, erzielte sie in Weimar und Jena in je fünf Wahlbezirken Ergebnisse von über 25 % der Stimmen. Auch in den beiden anderen Universitätsstädten (Erfurt und Ilmenau) schnitten die Grünen ebenso wie in Nordhausen und Eisenach überdurchschnittlich gut ab.
- Die NPD konnte ihr Ergebnis gegenüber 2004 mehr als verdoppeln, verfehlte jedoch den Einzug in den Landtag. Sie schnitt in den sehr kleinen ländlichen Gemeinden gut ab. Dies war besonders in Dörfern der Rhön und des Thüringer Schiefergebirges der Fall. In den großen Städten erhielt sie demgegenüber deutlich weniger Stimmen, dort konnte sie nur in einigen Plattenbausiedlungen die Fünf-Prozent-Hürde überspringen oder ihr zumindest nah kommen.
- Die Freien Wähler steigerten ihr Ergebnis deutlich, sie konnten – ebenso wie die FDP – von der Schwäche der CDU profitieren und besonders in deren Hochburgen wie etwa dem Eichsfeld punkten. In einigen anderen Gegenden, beispielsweise in Gera oder Jena, erhielten die Freien Wähler kaum Stimmen.
- Die ödp erhielt, wie 2004, kaum Stimmen und blieb wieder unter 0,5 %. Ihre Aktivitäten beschränken sich im Wesentlichen auf das Eichsfeld, wo sie 2,5 % bzw. 0,9 % der Stimmen erreichen konnte.
- Die Republikaner verloren deutlich an Stimmen, vor allem an die NPD, die sie als stärkste rechte Partei im Land überholte. Ihre Ergebnisse variierten kaum zwischen den Regionen, Städten und Gemeinden.

## Koalitionsbildung
| Koalitionsoption                 | Sitze |
| -------------------------------- | ----- |
| Sitze gesamt                     | 88    |
| Absolute Mehrheit (ab 45 Sitzen) |       |
| Linke, SPD, Grüne                | 51    |
| CDU, SPD                         | 48    |
| Linke, SPD                       | 45    |

Die absolute Mehrheit im thüringischen Landtag lag bei 45 Sitzen.
Der CDU bot sich nur in einer Koalition mit der SPD (gemeinsam 48 Sitze im Landtag) eine realistische Möglichkeit, weiter an der Regierung beteiligt zu sein. Dieter Althaus kündigte bereits in der Wahlnacht Sondierungsgespräche mit der SPD an. Eine Koalition aus CDU, FDP und Grünen (43 Sitze) hatte keine Mehrheit im Landtag und wurde auch von der Spitzenkandidatin der Grünen, Astrid Rothe-Beinlich, abgelehnt.

### Rücktritt von Althaus und Neuformierung der CDU

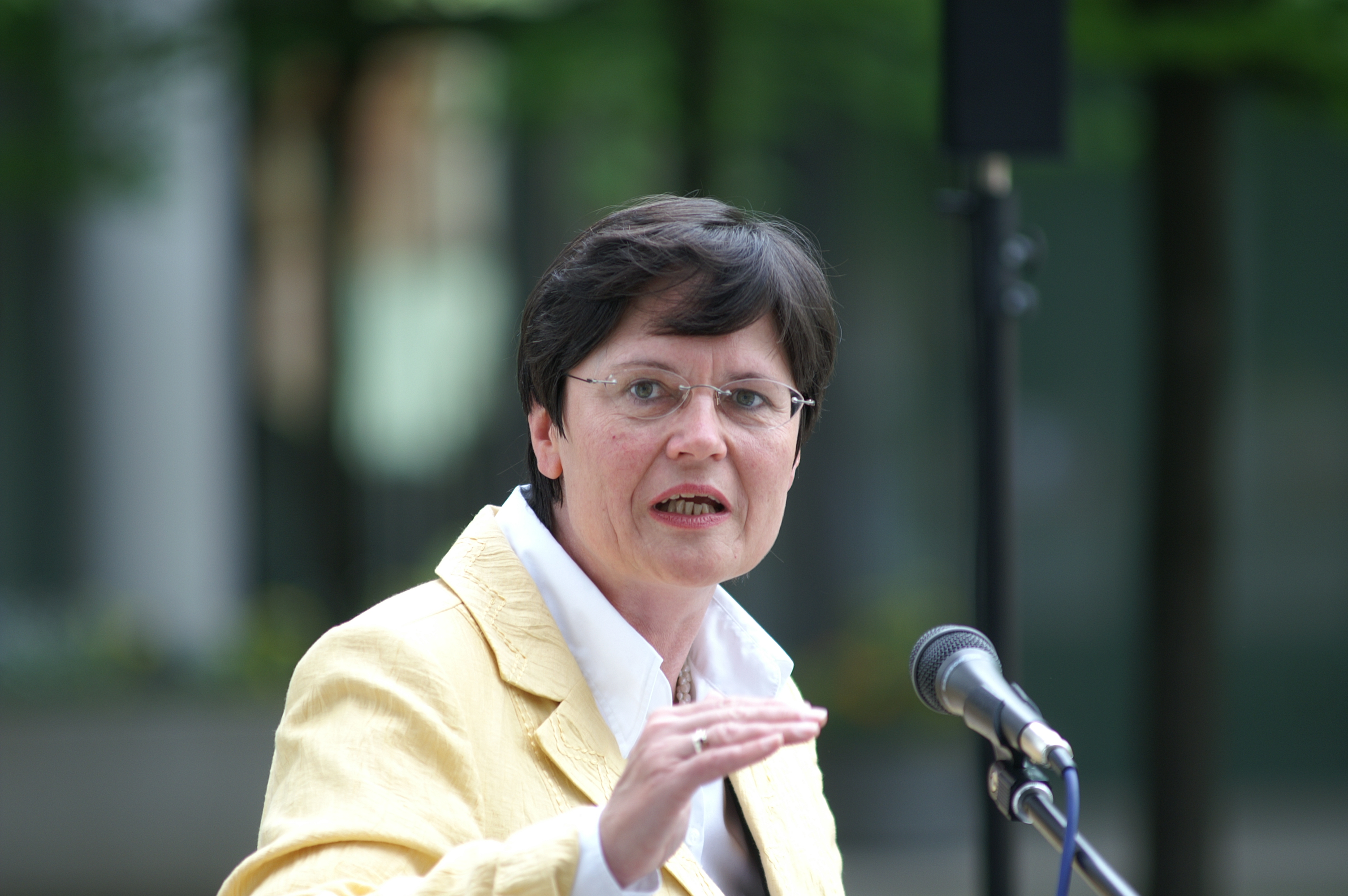
Christine Lieberknecht

Am 3. September erklärte Dieter Althaus seinen Rücktritt als Ministerpräsident und Landesvorsitzender der CDU Thüringen mit sofortiger Wirkung. Zuvor hatte die SPD in Hinblick auf mögliche Koalitionsverhandlungen mit der CDU ihre Ablehnung zu Althaus als Ministerpräsident betont; auch Mitglieder der CDU hatten Kritik am Führungsstil von Althaus geäußert. Das Präsidium der Thüringer CDU ernannte einstimmig Christine Lieberknecht zur Kandidatin der Partei für das Ministerpräsidentenamt.

### Sondierungsgespräche zwischen SPD, Die Linke und Bündnis 90/Die Grünen
Ein Bündnis aus SPD und Linke hätte eine knappe Mehrheit von 45 Sitzen gehabt, ein rot-rot-grünes Bündnis es auf 51 Sitze gebracht. Jedoch blieb offen, wer in einer solchen Koalition den Ministerpräsidenten stellen könnte: SPD und Bündnis 90/Die Grünen bekräftigten auch nach der Wahl ihre Ablehnung gegenüber einem Ministerpräsidenten Ramelow, während dieser in einem Radiointerview sagte, Christoph Matschie werde von seiner Partei „keinesfalls einen Auftrag bekommen, Ministerpräsident zu werden“. Am 17. September erklärte Ramelow schließlich seine Bereitschaft, für eine mögliche rot-rot-grüne Koalition auf das Ministerpräsidentenamt zu verzichten, wenn auch Matschie verzichte und Linke, SPD und Grüne „gleichberechtigt einen Personalvorschlag machen“ würden. Dieser Vorstoß Ramelows stieß auch bei seiner eigenen Parteiführung auf Kritik.
Christoph Matschie erklärte am 29. September 2009 seinen Verzicht auf das Amt des Ministerpräsidenten, bestand aber weiterhin darauf, dass die SPD in einer Koalition unter Beteiligung der Linken den Ministerpräsidenten stellen solle. Die Linke beanspruchte jedoch als stärkere Partei als die SPD das Amt des Ministerpräsidenten weiterhin für sich. Am 30. September 2009 zeigte sich Ramelow kompromissbereit, auch einen SPD-Ministerpräsidenten zu akzeptieren, wenn sich die drei Koalitionspartner Linke, SPD und Grüne auf ihn einigen könnten.

### Bildung der schwarz-roten Koalition
Nachdem die SPD sowohl mit der CDU als auch mit Linken und Grünen Sondierungsgespräche geführt hatte, entschied der SPD-Landesvorstand in der Nacht zum 1. Oktober, Koalitionsverhandlungen mit der CDU aufzunehmen, da die Gespräche mit Linken und Grünen gescheitert seien. Daraufhin begannen die Koalitionsverhandlungen zwischen CDU und SPD.
Innerhalb der SPD Thüringen formierte sich Widerstand gegen Koalitionsverhandlungen mit der CDU; als prominente Kritiker traten unter anderem die Saalfelder Landrätin Marion Philipp, die Oberbürgermeister von Erfurt und Gera, Andreas Bausewein und Norbert Vornehm, und der Juso-Landesvorsitzende und neu gewählte Landtagsabgeordnete Peter Metz hervor. Matschies innerparteiliche Gegner beriefen für den 10. Oktober eine SPD-Basiskonferenz in Erfurt ein und starteten eine Unterschriftensammlung gegen die geplante Koalition.
Am 20. Oktober 2009 stellten CDU und SPD den fertigen Koalitionsvertrag vor. Beide Koalitionsparteien segneten den Vertrag auf ihren Parteitagen vom 25. Oktober ab. Bei der CDU (wo zugleich Christine Lieberknecht zur Landesvorsitzenden gewählt wurde) stimmten die 133 Delegierten einstimmig zu; bei der SPD gab es 148 Ja-Stimmen, 44 Gegenstimmen und 7 Enthaltungen.

### Wahl der Ministerpräsidentin
Am 30. Oktober wurde Christine Lieberknecht im dritten Wahlgang zur Ministerpräsidentin gewählt. In den beiden ersten Wahlgängen erhielt Lieberknecht jeweils nur 44 der 48 Stimmen der Koalition, während 45 für die absolute Mehrheit notwendig waren. Im dritten Wahlgang trat Bodo Ramelow, Spitzenkandidat der Linken, als Gegenkandidat an, was Lieberknecht nun auch Stimmen aus der Opposition einbrachte, sodass sie mit 55 Stimmen zur Ministerpräsidentin gewählt wurde.

## Auswirkungen des Wahlergebnisses auf den Bundesrat
In Kombination mit dem Ergebnis der Landtagswahl im Saarland bedeutete die Landtagswahl auch das mögliche Ende der Mehrheit von Union und FDP im Bundesrat. Durch das Wahlergebnis der Landtagswahl in Schleswig-Holstein und die dort gebildete schwarz-gelbe Koalition blieb die schwarz-gelbe Mehrheit im Bundesrat dennoch erhalten.